# Constitución Política y Permanente del Estado de Chile de 1823
La Constitución Política y Permanente del Estado de Chile de 1823 fue el texto constitucional aprobado por el Congreso Constituyente electo en dicho año, presidido por Juan Egaña. Como primer acto de este Congreso destaca la designación de Ramón Freire como Director Supremo. Además, se creó una comisión para crear la Carta Fundamental. El 27 de diciembre de 1823 fue despachado el proyecto, redactado y propuesto íntegramente por Juan Egaña, y aprobado al día siguiente. Fue promulgada y jurada el 29 de diciembre de 1823.
El texto constó de 277 artículos y fue llamada la constitución moralista por sus características normativas que dirigían las actividades de los ciudadanos. Por esta razón y su difícil aplicación en la sociedad de aquella época, fue suspendida en julio de 1824 y declarada insubsistente en diciembre de 1824.